# جيف هيوز
جيف هيوز (بالإنجليزية: Jeff Hughes)‏ (29 مايو 1985 لارن المملكة المتحدة - ) هو لاعب كرة قدم أيرلندي شمالي يلعب كلاعب وسط.

## وصلات خارجية
جيف هيوز على موقع قاعدة بيانات كرة القدم.إي يو (الإنجليزية)
- جيف هيوز على موقع ناشيونال فوتبول تيمز (الإنجليزية)
- جيف هيوز على موقع Soccerbase.com (لاعب) (الإنجليزية)
- جيف هيوز على موقع Soccerway.com (الإنجليزية)